# مانويل غارسيا ريدوندو
مانويل غارسيا ريدوندو (بالإسبانية: Manuel Redondo)‏ (11 يناير 1985 بإشبيلية في إسبانيا - ) هو لاعب كرة قدم إسباني في مركز الدفاع. لعب مع بونفيرادينا وريال أوفييدو ونادي بوريرام يونايتد ونادي خيريث ونادي ساباديل ودوكسا كاتوكوبياس ‏ وSevilla FC C ‏.

## روابط خارجية
- مانويل غارسيا ريدوندو على موقع قاعدة بيانات كرة القدم.إي يو (الإنجليزية)
- مانويل غارسيا ريدوندو على موقع Soccerway.com (الإنجليزية)